# Gargallà
Gargallà és un poble que pertany al municipi de Montmajor, a la comarca del Berguedà.

## Història
Cap a mitjan segle xix , el lloc, en aquells dies amb ajuntament propi, tenia comptabilitzada una població de 81 habitants.[1] Estava format per 8 cases disseminades. Apareix descrit en el vuitè volum del Diccionari geogràfic-estadístic-històric d'Espanya i les seves possessions d'Ultramar de Pascual Madoz de la següent manera:
| «                      | GARGALLA: l. con ayunt. en la prov., aud. terr., c. g. de Barcelona (15 leg), part. jud. de Berga (3), dióc. de Solsona: sit. en terreno quebrado con buena ventilacion y clima saludable. Tiene 8 casas diseminadas, y una igl. (San Andrés) de la que es aneja la de Figols, servida por un cura de ingreso de patronato real; y un cementerio contiguo á ella: carece de fuentes, y los vecinos se surten para beber y demas usos domésticos de las aguas de pozos y balsas. El terreno comprende solo 200 cuarteras de tierra de mediana calidad en general, con bastante bosque. prod.: centeno, cebada, escaña y legumbres; cria algun ganado de cerda y lanar, y caza de varias especies. pobl.: 12 vec., 81 alm. cap. prod.: 836,400. imp.: 20,910. | » |
| — (Madoz 1847, p. 312) | |   |

Avui el poble pertany al municipi de Montmajor. En 2022, tenia empadronats 78 habitants.

## Patrimoni
Hi ha una església sota l'advocació de Sant Andreu.